# Krivín
Krivín je přírodní rezervace v katastrálním území obce Rybník v okrese Levice v Nitranském kraji na Slovensku. Předmětem ochrany jsou společenstva s výskytem chráněných, vzácných a ohrožených druhů rostli a živočichů. Rezervace je součástí chráněné krajinné oblasti Štiavnické vrchy.
Lokalita se skládá ze dvou skalnatých výběžků pojmenovaných Velký a Malý Krivín. Nadmořská výška Velkého Krivína dosahuje 315,9 metru a při dobré viditelnosti je z něj možné vidět vysílač Zobor v Nitře a masiv pohoří Pohronský Inovec.

## Historie

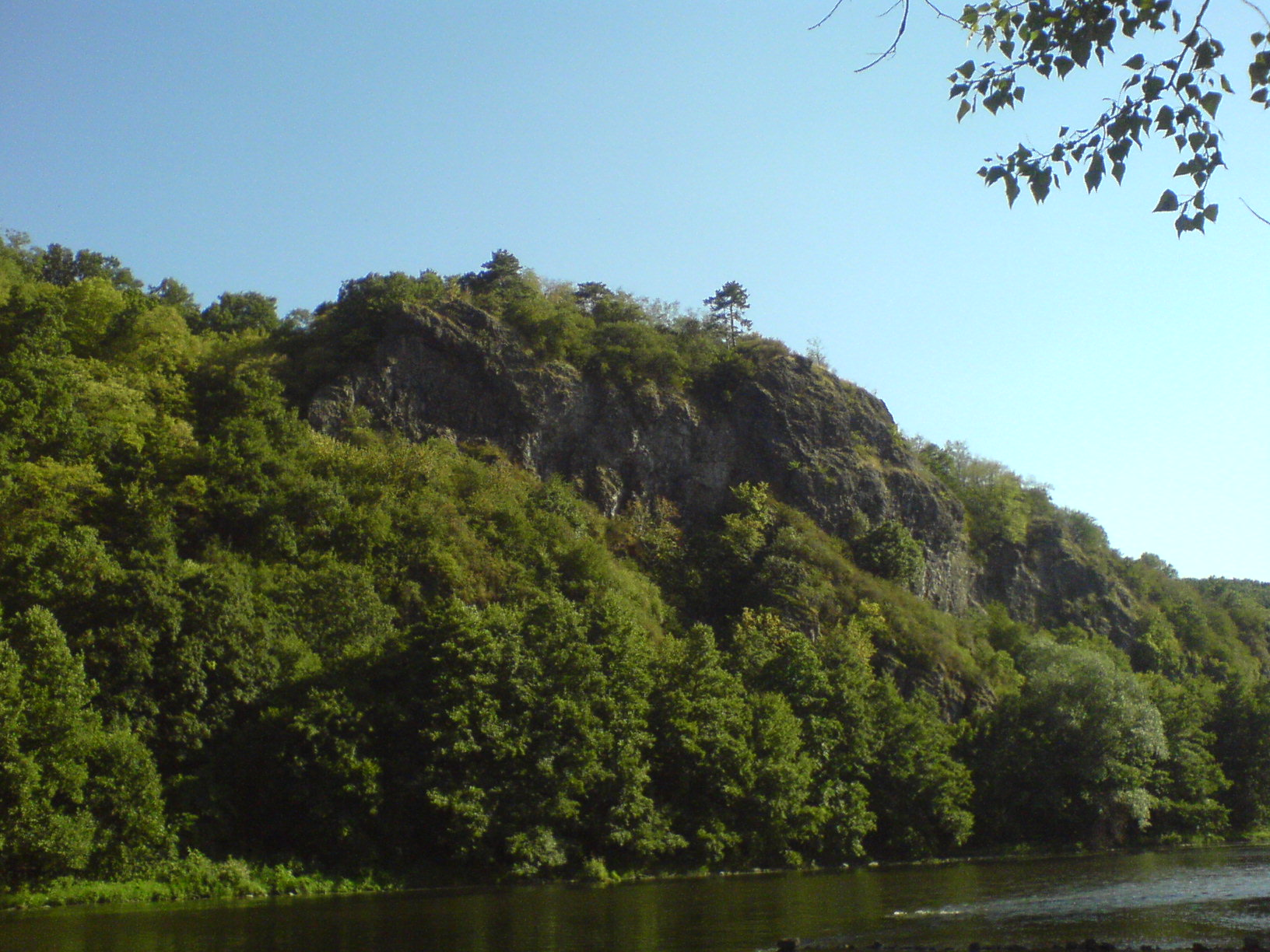
Malý Krivín

Podle historických dohadů je Krivín hradiště z doby halštatské a velkomoravské s vícenásobným valovým opevněním. V tomto období podobná hradiště střežila tzv. Slovenskou bránu, která umožňovala přístup do hornických oblastí. Další hradiště se nacházela u Kozárovců, Tlmačů, Tekovské Breznice a hlavní obranná pevnost byla v místech kláštera Hronský Beňadik.
Ke Krivínu se váže několik lidových pověstí a vyprávění o zbojníkovi Zlejkovi, který zde měl v ní svou skrýš (Zlejkova diera).
Chráněné území bylo vyhlášeno v roce 1993.

## Přírodní poměry
Přírodní rezervace Krivín je budována lávovými proudy amfibolicko-pyroxenického andezitu Presilského efuzívního komplexu, který leží v nadloží explozivních produktů (redeponovaných tufech) drastvické formace. Mohutný lávový komplex má tloušťku 250 až 300 metrů. Jednotlivé lávové proudy představují deskovitá až jazykovitá tělesa různé tloušťky s blokovou odlučnosti a v bazálních částech s deskovitou odlučností.